# Don’t Stop Believing
Don’t Stop Believing – singel Mariette, wydany 28 lutego 2015, promujący minialbum My Revolution. Utwór napisali i skomponowali Linda Carlsson oraz Sonny Gustafsson.
Piosenka zajęła 3. miejsce w szwedzkich preselekcjach do Konkursu Piosenki Eurowizji – Melodifestivalen 2015, zdobywając w sumie 102 punkty.
Singel znalazł się na 27. miejscu na oficjalnej szwedzkiej liście sprzedaży i otrzymał złoty certyfikat za sprzedaż w nakładzie przekraczającym 20 tysięcy kopii.
Teledysk do utworu miał premierę 22 kwietnia 2015, a za jego reżyserię odpowiadał John Artur.

## Lista utworów
- Digital download[1]

1. „Don’t Stop Believing” – 2:51

## Pozycja na liście sprzedaży
| Kraj    | Notowanie (2015) | Najwyższa pozycja | Certyfikat | Sprzedaż |
| ------- | ---------------- | ----------------- | ---------- | -------- |
| Szwecja | Top 100 Singles  | 27                | złoto      | 20 000+  |